# 小行星5294
小行星5294（英語：5294 Onnetoh）是一颗围绕太阳公转的小行星。1991年2月3日，圓舘金、渡邊和郎在北见发现了此天体。
这颗小行星的绝对星等为317.7584551666679等。